# Irbeiskoje
Irbeiskoje (russisch Ирбе́йское) ist ein großes Dorf (selo) in der Region Krasnojarsk in Russland mit 4687 Einwohnern (Stand 14. Oktober 2010).

## Geographie
Der Ort liegt knapp 170 km Luftlinie östlich des Regionsverwaltungszentrums Krasnojarsk im nördlichen Vorland des Ostsajan. Er befindet sich am linken Ufer des Jenissei-Nebenflusses Kan bei der Einmündung des linken Zuflusses Bolschoi Irbeitschik.
Irbeiskoje ist Verwaltungszentrum des Rajons Irbeiski sowie Sitz der Landgemeinde (selskoje posselenije) Irbeiski selsowet, zu der außerdem das 8 km südwestlich gelegene Dorf Perwoje Maja gehört.

## Geschichte
Das Dorf wurde 1710 unter dem Namen Irbei gegründet. Im 19. Jahrhundert wurde es Verwaltungssitz einer Wolost. Seit 4. April 1924 ist Irbeiskoje Zentrum eines nach ihm benannten Rajons.

## Bevölkerungsentwicklung
| Jahr | Einwohner |
| ---- | --------- |
| 1897 | 1480      |
| 1939 | 2984      |
| 1959 | 3007      |
| 1970 | 4870      |
| 1979 | 4626      |
| 1989 | 5109      |
| 2002 | 4755      |
| 2010 | 4687      |

Anmerkung: Volkszählungsdaten

## Verkehr
Irbeiskoje ist Endpunkt der Regionalstraße 04K-017, die knapp 50 km nordnordwestlich in Nowaja Soljanka an der Transsibirischen Eisenbahn beginnt (Station Soljanka; Streckenkilometer 4298 ab Moskau) und nach wenigen Kilometern die föderale Fernstraße R255 Baikal Nowosibirsk – Krasnojarsk – Irkutsk kreuzt. Zur R255 besteht auch Anschluss über die von Irbeiskoje zunächst in westlicher Richtung verlaufende 04K-016. Zu den im südlichen Teil des Rajons gelegenen Ortschaften führt die den Kan in Irbeiskoje querende 04N-425.
Einige Kilometer westlich des Ortszentrums befindet sich die Bahnstation Irbeiskaja bei Streckenkilometer 831 der auf diesem Abschnitt 1965 eröffneten und elektrifizierten „Südsibirischen Magistrale“ Nowokusnezk – Abakan – Taischet.